# Бартхолд I фон Бюрен
Бартхолд I фон Бюрен (на немски: Barthold I von Büren; † 1281) е благородник от род „фон Бюрен“ във Вестфалия. Той е господар на Бюрен и фогт на Бьодекен.

## Произход
Той е син на Детмар II фон Бюрен († 1221/1234) и внук на Титмар I фон Бюрен († сл. 1177) и съпругата му фон Нида (* ок. 1160), дъщеря на граф Бертолд I фон Нида († сл. 1162). Потомък е на Вихман цу Понте († 900), синът на Ото цу Понте.
Господарите фон Бюрен построяват ок. 1150 г. замък и през 1195 г. основават град Бюрен във Вестфалия. Те са една могъща благородническа фамилия в княжеското епископство Падерборн.

## Фамилия
Бартхолд I фон Бюрен се жени за Аделхайд фон Арнсберг († 1271), дъщеря на граф Хайнрих II фон Арнсберг († сл. 1207/1217) и Ерменгарда фон Соест. Те имат три деца:
- Гизела фон Бюрен († сл. 1306), омъжена за граф Алберт фон Еверщайн († 1280)
- Йохан фон Бюрен († сл. 1262)
- Бартхолд II фон Бюрен († 1286/1287), женен за Ермгард фон Бройч († сл. 1312), дъщеря на Буркхард III фон Бройч († сл. 1251) и Агнес фон Алтена-Изенбер († сл. 1274); те имат девет деца